# Weißbauch-Sandrasselotter
Die Weißbauch-Sandrasselotter (Echis leucogaster) ist eine Art der Vipern (Viperidae) und darin zur Gattung der Sandrasselottern (Echis) gehörend. Die Schlange wurde erst 1972 beschrieben, Angaben über ihre Lebensweise liegen kaum vor. Wie alle Sandrasselottern hat auch diese Art ein potentes Gift.

## Merkmale

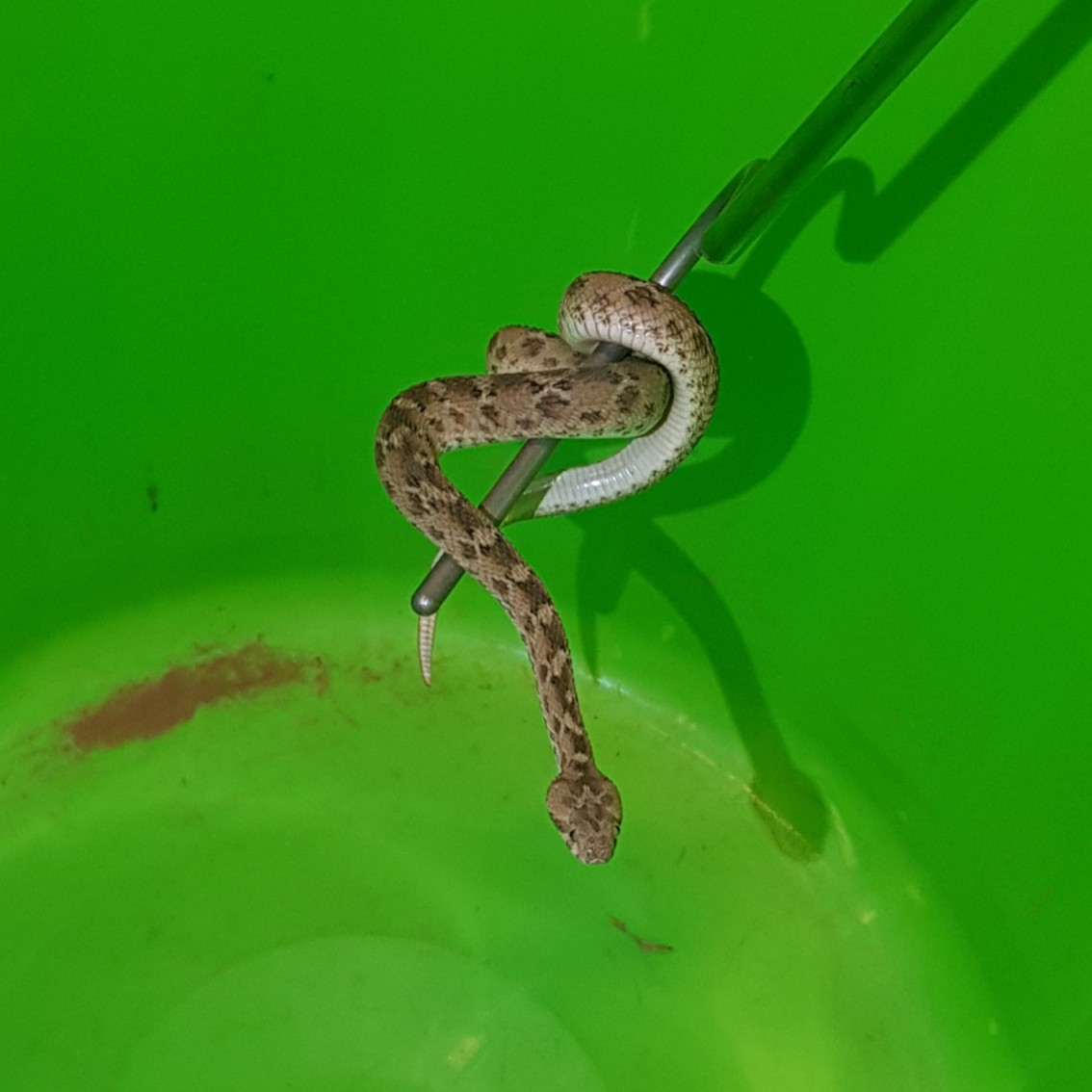
Weißbauch-Sandrasselotter, gezeigt in Mali

Die Weißbauch-Sandrasselotter ist eine mittelgroße Sandrasselotter mit einer durchschnittlichen Körperlänge von 30 bis 70 cm und Maximallängen bis zu 87 cm. Die Körperfarbe und -musterung ist variabel, das Spektrum der Grundfarben reicht von braun über grau bis rotbraun. Auf dem Rücken zeigt die Schlange eine Reihe schräg angeordneter heller Sattelflecken, die von dunkleren Barren unterbrochen sind. Die Flanken sind heller und haben im Regelfall eine Reihe dreieckiger oder rundlicher dunkler Flecken mit heller Einfassung. Der namensgebende Bauch ist sehr hell von cremefarben bis weiß oder elfenbeinfarben mit einer feinen Sprenkelung.
Der Kopf ist deutlich vom Hals abgesetzt und besitzt die Form eines abgerundeten Dreiecks. Die vorn am Kopf sitzenden Augen sind blassgelb, groß und besitzen vertikale, schlitzförmige Pupillen. Die Kopfbeschuppung entspricht jener der Gemeinen Sandrasselotter (E. carinatus). Die Kopfoberseite ist entsprechend von vielen ungleichmäßigen und gekielten Schuppen bedeckt. Unterhalb der Augen befinden sich zwei Reihen von Unteraugenschilden (Supraocularia), darunter liegen 10 bis 12 Oberlippenschilde (Supralabialia).
Die Schuppen des Körpers sind ebenfalls stark gekielt und können durch Aneinanderreiben das für die Sandrasselottern typische, rasselnde Geräusch erzeugen. Um die Körpermitte liegen zwischen 27 und 33 Schuppenreihen. Die Bauchseite hat 165 bis 180 Ventralschilde und wie alle Angehörigen der Gattung Echis (und anders als alle anderen Vipern) hat auch Echis leucogaster ungeteilte Unterschwanzschilde (Subcaudalia).

## Verbreitung und Lebensraum
Die Typusexemplare dieser Art stammen aus Boubon in Niger, etwa 20 Kilometer nordwestlich des Stadtzentrums der Hauptstadt Niamey. Außerdem kommt die Art in Nordwestafrika in Mauretanien, dem südlichen Algerien und dem äußersten Süden Marokkos sowie in Westafrika in Burkina Faso, Mali, Guinea und Nigeria vor.
Als Lebensraum bevorzugt die Schlange trockene Savannen, Halbwüsten sowie Wadis in Wüstengebieten. In sehr trockenen Wüstengebieten kommt die Art nicht vor, allerdings ist sie auch an Oasen oder anderen Vegetationsflächen in der Wüste zu finden.

## Lebensweise
Über die Lebensweise der Weißbauch-Sandrasselotter ist nur sehr wenig bekannt. Sie ernährt sich wie alle Arten der Gruppe von Kleinsäugern und anderen kleinen Wirbeltieren, vor allem Echsen. Außerdem jagt sie Skorpione und Hundertfüßer. Wahrscheinlich ist die Art eierlegend.